# Juli 1983
Portal Geschichte | Portal Biografien | Aktuelle Ereignisse | Jahreskalender | Tagesartikel

◄ |
19. Jahrhundert |
20. Jahrhundert
| 21. Jahrhundert

◄ |
1950er |
1960er |
1970er |
1980er
| 1990er | 2000er | 2010er | ►

◄ |
1979 |
1980 |
1981 |
1982 |
1983
| 1984 | 1985 | 1986 | 1987 | ►

◄ |
April 1983 |
Mai 1983 |
Juni 1983 |
Juli 1983 |
August 1983 |
September 1983 |
Oktober 1983 |
►
Dieser Artikel behandelt aktuelle Nachrichten und Ereignisse im Juli 1983.

## Tagesgeschehen

### Freitag, 1. Juli 1983
- Athen/Griechenland: Griechenland übernimmt von Deutschland den Vorsitz im Rat der Europäischen Union. Das Amt des Regierungschefs der EWG erhält Andreas Papandreou. Es ist die erste Ratspräsidentschaft des Landes.[1]
- Sèvres/Frankreich: Das Internationale Büro für Maß und Gewicht fügt um 1.59 Uhr und 59 s Mitteleuropäischer Sommerzeit eine Schaltsekunde in die Koordinierte Weltzeit (UTC) ein. Störende Einflüsse auf Erdbahn und -rotation ohne UTC-Korrektur hätten zur Folge, dass sich die Erde nach 90 Jahren erst mit 60 s Verzögerung an der Stelle einer kompletten jährlichen Sonnenumrundung befände.[2]

### Samstag, 2. Juli 1983
- London/Vereinigtes Königreich: Die amerikanische Titelverteidigerin Martina Navrátilová gewinnt das Damen-Einzel-Turnier der Wimbledon Championships im Tennis gegen ihre Landsfrau Andrea Jaeger.[3]

### Sonntag, 3. Juli 1983
- Colorado Springs/Vereinigte Staaten: Der amerikanische Sprinter Calvin Smith absolviert die 100-Meter-Strecke in elektronisch gestoppten 9,93 s und ist damit neuer Weltrekordhalter über diese Distanz.[4]
- London/Vereinigtes Königreich: John McEnroe aus den USA gewinnt das Herren-Einzel-Turnier der Wimbledon Championships im Tennis gegen den Neuseeländer Chris Lewis in drei Sätzen.[5]

### Dienstag, 5. Juli 1983
- Roanoke/Vereinigte Staaten: Ein Mädchen wird einer Frau entbunden, deren Gehirn vor 84 Tagen für tot erklärt wurde. Die Funktionstüchtigkeit des mütterlichen Körpers wurde mit Hilfe eines Beatmungsgeräts aufrechterhalten. Das Neugeborene erscheint acht Wochen vor dem ursprünglichen Geburtstermin und ist gesund.[6]

### Mittwoch, 6. Juli 1983

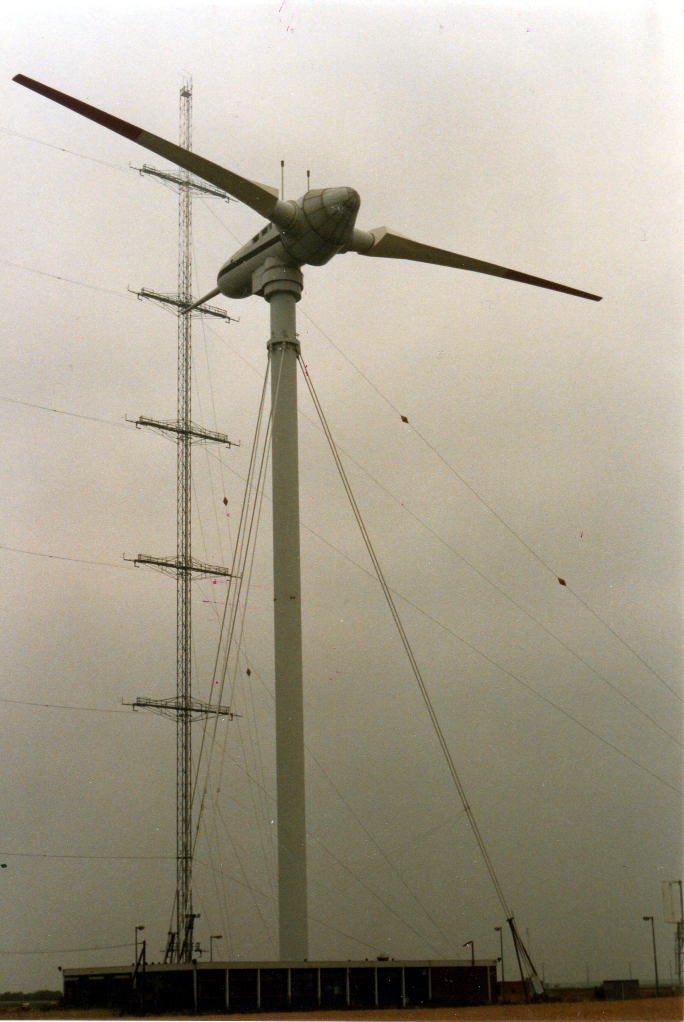
Große Windenergieanlage, kurz: Growian

- Kaiser-Wilhelm-Koog/Deutschland: Die „Große Windenergieanlage“ zur Umwandlung von natürlichen Luftbewegungen in Sekundärenergie mit Hilfe von weitaus größeren Anlagen als bisher in Deutschland üblich wird im Mündungsgebiet der Elbe ihrer Nutzung übergeben. Das Projekt zur Technologieerprobung wird mehrheitlich aus Bundesmitteln finanziert.[7]

### Freitag, 15. Juli 1983
- Orly/Frankreich: Im Abflugterminal des Flughafens Paris-Orly explodiert eine von bisher Unbekannten in einem Gepäckstück arrangierte Bombe am Schalter der türkischen Fluggesellschaft Turkish Airlines. Drei Menschen kommen ums Leben und mindestens 50 weitere Menschen werden verletzt,  mindestens fünf von ihnen lebensgefährlich.[8]

### Freitag, 22. Juli 1983
- Warschau/Polen: Die regierende Kommunistische Partei hebt das im Dezember 1981 verhängte Kriegsrecht auf, nachdem sich die Regierungspartei und Vertreter der Bürgerrechtsbewegung im Nachgang einer landesweiten Streikwelle darauf einigten, dass der Staat mehr echte demokratische Verfahren brauche. Viele Sonderrechte, die mit dem Kriegsrecht einhergingen, bleiben jedoch durch die Einführung neuer gesetzlicher Regelungen bestehen.[9]

### Samstag, 23. Juli 1983
- Jaffna/Sri Lanka: Bewaffnete Kämpfer der Organisation Befreiungstiger von Tamil Eelam überfallen eine Patrouille der Streitkräfte Sri Lankas und töten dabei 13 Soldaten. Auf dem Inselstaat siedeln bis auf den Osten und Norden vorwiegend Angehörige der singhalesischen Ethnie und die tamilische Minderheit ist im Namen der Unabhängigkeit von Tamil Eelam inzwischen auch bereit zum gewalttätigen Aufstand.[10]

### Sonntag, 24. Juli 1983
- Paris/Frankreich: Laurent Fignon aus Frankreich gewinnt zum ersten Mal, und als 21. Franzose, die Rad-Rundfahrt Tour de France.[11]
- Venezuela: Der 28-jährige Oberstleutnant Hugo Chávez gründet aus Verehrung für den südamerikanischen Unabhängigkeitskämpfer Simón Bolívar, der am 24. Juli 1783 in Caracas geboren wurde, die paramilitärische Bolivianische Revolutionsbewegung 200, die sich an marxistischen Grundsätzen orientiert.[12]
- Joachimsthal/Deutschland: Bei einem halb-offiziellen Besuch des Ministerpräsidenten des Lands Bayern Franz Josef Strauß beim De-facto-Staatsoberhaupt der DDR Erich Honecker besprechen die beiden Politiker am Werbellinsee Details eines Milliardenkredits des Freistaats Bayern an den sozialistischen Staat. Die hohen Auslandsschulden der DDR veranlassten Honecker zur Kontaktaufnahme mit dem westdeutschen Politiker, der nach sozialistischer Doktrin als Vertreter des so genannten „Klassenfeinds“ der in der DDR laut Verfassung regierenden „Arbeiterklasse“ definiert ist.[13]

### Dienstag, 26. Juli 1983
- Klagenfurt/Österreich: Die deutsche Schriftstellerin Friederike Roth gewinnt mit einem Auszug aus dem Werk Das Buch des Lebens über die Darstellung authentischer Gefühle in der Kunst den Ingeborg-Bachmann-Preis 1983.[14][15]

## Weblinks

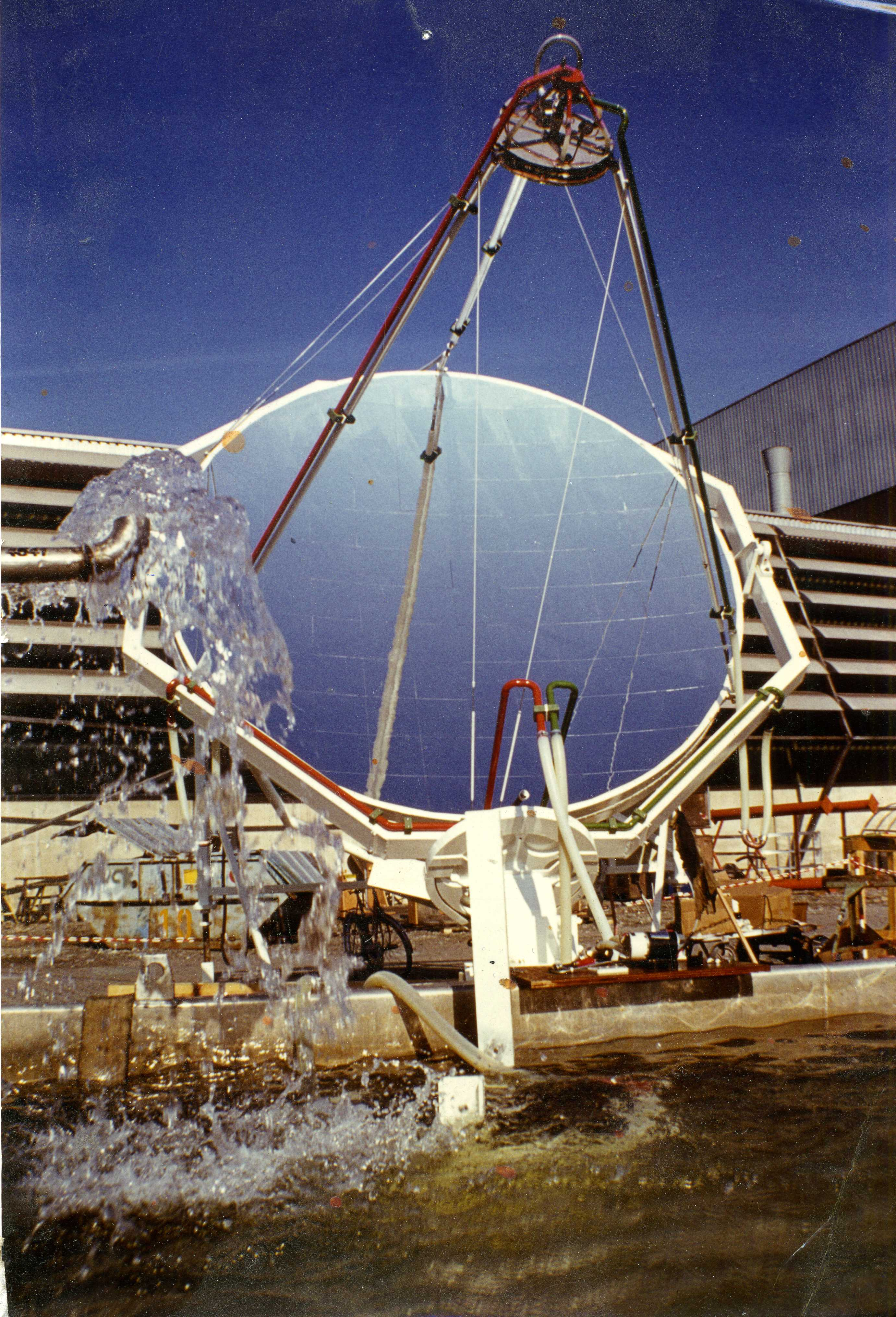
Baden-Württemberg im Juli 1983

### Mittwoch, 27. Juli 1983
- Kümmersbruck/Deutschland: Der geophysikalische Messzug der Bundeswehr misst in dem oberpfälzischen Ort Gärmersdorf eine Lufttemperatur von 40,2 °C. Damit wird in Deutschland zum ersten Mal seit Beginn der Wetteraufzeichnungen eine wetterbedingte Temperatur jenseits der 40-Grad-Marke gemessen.[16]

### Samstag, 30. Juli 1983
- Colombo/Sri Lanka: Die Regierung unter dem Singhalesen Junius Richard Jayewardene verbietet die Partei „Tamil United Liberation“, die bedeutendste politische Gemeinschaft der tamilischen Ethnie. Die Tamilen fordern einen eigenen Staat namens Tamil Eelam und werden im ganzen Land seit dem 24. Juli von singhalesischen Banden angegriffen. Seither starben bei ethnisch motivierten Unruhen über 300 Personen.[17]